# 波比爾卡
48°34′54″N 29°26′36″E / 48.58167°N 29.44333°E
波比爾卡（烏克蘭語：Побірка），是烏克蘭的村落，位於該國西南部文尼察州，由海辛區負責管轄，始建於1250年，面積0.31平方公里，海拔高度204米，2001年人口677，人口密度每平方公里2,190.94人。